# Мајстор и Шампита
Мајстор и Шампита је југословенски хумористички филм снимљен 1986. године. Режирао га је Светислав Бата Прелић, а сценарио је написао Леон Ковке.